# Elke Sommer
Elke Sommer, nascuda com Elke von Schletz (Spandau, Berlín, Alemanya; 5 de novembre de 1940), és una reconeguda actriu alemanya de cinema guanyadora de Globus d'Or en 1964, i a més símbol de bellesa cinematogràfica de les dècades de 1960 i de 1970.

## Biografia
Nascuda en plena Segona Guerra Mundial, els seus pares van ser el ministre luterà, baró Peter von Schletz, i Renata Topp, els qui eren descendents de famílies de noble llinatge. Van ser evacuats a Erlangen, una petita ciutat universitària en el sud d'Alemanya on van viure amb relativa escassetat de recursos. Malgrat la seva falta de diners, va assistir al prestigiós Gymnasium (escola secundària) d'Erlangen. Després de la mort del seu pare per malaltia biliar quan tenia catorze anys, es va traslladar a Anglaterra, per a perfeccionar el seu anglès i guanyar-se la vida. Va heretar i va mantenir el títol de baronessa von Schletz.
Va ser descoberta pel director de cinema Vittorio De Sica, mentre estava de vacances a Itàlia, i gràcies a la seva bellesa i voluptuositat va començar a aparèixer en pel·lícules cap a finals de 1950. Es va convertir ràpidament en un símbol sexual i es va mudar a Hollywood en la dècada de 1960. Es va convertir en una de les actrius més populars de l'època, i va posar per a diverses revistes il·lustrades, incloent la revista Playboy al setembre de 1964 i desembre de 1967.
Es va convertir en una de les principals actrius de cinema de la dècada de 1960, comptabilitzant 99 aparicions en cinema i televisió entre 1959 i 2005: Badia de Palma (1962) té el dubtós honor de ser «la primera pel·lícula espanyola on sortia una noia en biquini» (Elke Sommer). A Shot in the Dark (1964) amb Peter Sellers com el inspector Clouseau, The Art of Love (1965) amb James Garner, The Oscar (1966) amb Stephen Boyd, Quina equivocació tan ximple! (1966) amb Bob Hope, Buldog Drummond (1966), i Brigada de demolició (1968) amb Dean Martin. Sommer va ser la protagonista en cadascuna d'aquestes pel·lícules.
En 1964 va guanyar el Globus d'Or com a actriu revelació per la pel·lícula El premi de Mark Robson, que va coprotagonitzar al costat de Paul Newman i Edward G. Robinson.
En 1984 va entaular una llarga demanda contra l'actriu Zsa Zsa Gabor per difamació quan van aparèixer a Circus of the Stars, que va finalitzar en 1993 al seu favor. En 2001 se li va concedir el premi Palma d'Or a Califòrnia i un lloc en el Passeig de les Estrelles a Hollywood. Actualment es dedica a conrear idiomes —és políglota, domina set idiomes—, i a pintar quadres amb una clara influència de Marc Chagall.

## Vida personal
Elke Sommer es va casar el 1964 amb Joe Hyams vestint un controvertit vestit de núvia negre i es va divorciar en 1991; el 1993 es va casar amb l'empresari hoteler Wolf Walther amb qui roman des d'aleshores. A causa de greus complicacions en embarassos fallits no ha tingut descendència.

## Filmografia
- 1959: Uomini e nobuluomini, de Giorgio Bianchi
- 1959: La pica sul Pacifico
- 1959: L'amico del giaguaro
- 1960: Lampenfieber
- 1960: Femmine di lusso, de Giorgio Bianchi
- 1961: Und sowas nennt sich Leben
- 1961: De quoi tu te mêles Daniella!, de Max Pecas
- 1962: Café Oriental
- 1962: Douce violence, de Max Pecas
- 1962: Bahía de Palma, de Juan Bosch
- 1963: The Victors
- 1963: El premi (The Prize)
- 1964: A Shot in the Dark
- 1965: Le bambole, de Mauro Bolognini i altres
- 1965: The Art of Love
- 1965: The Money Trap, de Burt Kennedy
- 1966: The Oscar
- 1966: Quina equivocació tan ximple! (Boy, Did I Get a Wrong Number!)
- 1967: The Venetian Affair, de Jerry Thorpe
- 1967: Més perilloses que els homes (Deadlier Than the Male)
- 1968: The Wicked Dreams of Paula Schultz
- 1968: Las Vegas, 500 millones
- 1968: Brigada de demolició (The Wrecking Crew)
- 1970: The Invincible Six
- 1971: Percy
- 1971: Zeppelin, d'Etienne Périer
- 1972: Gli orrori del castello di Norimberga, de Mario Bava
- 1973: Lisa e il diavolo
- 1974: The House of Exorcism
- 1974: Ten Little Indians, de Peter Collinson
- 1975: Carry on Behind
- 1976: One Away
- 1976: The Swiss Conspiracy, de Jack Arnold
- 1978: I Miss You, Hugs and Kisses
- 1979: The Prisoner of Zenda, de Richard Quine
- 1980: Exit Sunset Boulevard
- 1981: Miss Universe 1981 ... com a comentarista entre bastidors.
- 1992: Severed Ties
- 1999: Doppeltes Spiel mit Anne
- 2000: Flashback - Mörderische Ferien
- 2010: Das Leben ist zu lang